# Jerry Mandy
Jerry Mandy (Utica, New York, 5. lipnja 1892. - Hollywood, Kalifornija, 1. svibnja 1945.), američki filmski glumac. On se pojavio u 114 filmova između 1923. i 1945.
Rodio se u Utici, New York a umro u Hollywoodu od srčanog udara.

## Izabrana filmografija
- With Love and Hisses (1927)
- Eve's Love Letters (1926)
- 45 Minutes from Hollywood (1926)
- Crazy Like a Fox (1926)
- Thundering Fleas (1926.)